# Собор Святого Стефана
Собор Святого Стефана , или Штефансдом, в Вене (нем. Stephansdom, в просторечии Steffl) — католический собор, национальный символ Австрии и символ города Вены. Кафедра венского архиепископа — примаса Австрии. Расположен в центре старого города на площади Святого Стефана (Штефансплатц). Первый храм на месте собора построен в 1137—1147 годах; собор в нынешних границах построен в XIV—XVI веках и приобрёл современный вид к 1511 году.

## История

### Строительство

Расширение собора в XII—XV веках:
Романские башни и портал, 1230—1245
Вторая церковь, 1263
Альбертовы хоры, 1304—1340
Перестройка при Рудольфе IV, c 1359

В 1137 году маркграф Леопольд IV из династии Бабенбергов совместно с Регинмаром, епископом Пассау, заложили первую церковь; она была завершена постройкой в романском стиле в 1147 году. В 1230—1245 годах церковь была расширена к западу; с тех пор сохранилась западная («романская») стена собора с порталом и двумя башнями, позже перестроенными в готическом стиле. В 1258 году первая церковь сгорела
В 1263 году на её месте была выстроена вторая церковь, также в романском стиле; день освящения собора, 23 апреля, празднуется до настоящего времени. В 1304—1340 годах, при Альберте I и Альберте II, к церкви с востока были пристроены трёхнефные Альбертовы хоры, поглотившие трансепт второй церкви и сохранившиеся по сей день; работы были завершены через 77 лет после освящения второй церкви. Северный неф были посвящён Деве Марии, средний св. Стефану и всем святым, южный — двенадцати апостолам.
7 апреля 1359 года Рудольф IV Габсбург заложил на месте современной южной башни первый камень новой, готической церкви. По планам архитекторов XIV века, стены нового собора возводили снаружи от существующей церкви, и лишь затем разбирали стены старой (это произошло лишь в 1430 году). Альбертовы хоры, достаточно широкие, были сохранены. В 1433 году была завершена южная башня, а перекрытие свода новой церкви потребовало почти 30 лет (1446—1474). Северная башня, заложенная в 1450 году, была прекращена постройкой в 1511 году, но так и осталась недостроенной. Сегодня в обеих башнях открыты смотровые площадки, позволяющие любоваться живописными видами города. Размеры главного нефа составили 108 м в длину, 35 м в ширину и 28 м в высоту. Главными строителями были Петер и Ганс фон Прахатиц, М. Кнаб, с середины XV века — Ганс Пуксбаум. В 1511 году строительство собора заканчивал выдающийся скульптор и архитектор Антон Пильграм, представитель сербско-моравской школы, ранее работавший в Швабии и в г. Брно. Он же является автором знаменитой кафедры в интерьере храма. Однако в облике собора Св. Стефана мало общего с моравской и чешской готикой, и с пражским собором Св. Вита. Он совершенно уникален. Незавершённая северная башня в 1579 году была перекрыта ренессансным куполом. Строительство южной башни завершал Ганс фон Прахатиц. Кровля собора (1579) выложена из 250 тысяч глазурованных черепиц, составляющих жёлто-бело-зелёно-чёрный узор с гербами империи Габсбургов (воссоздание).

### Интерьеры

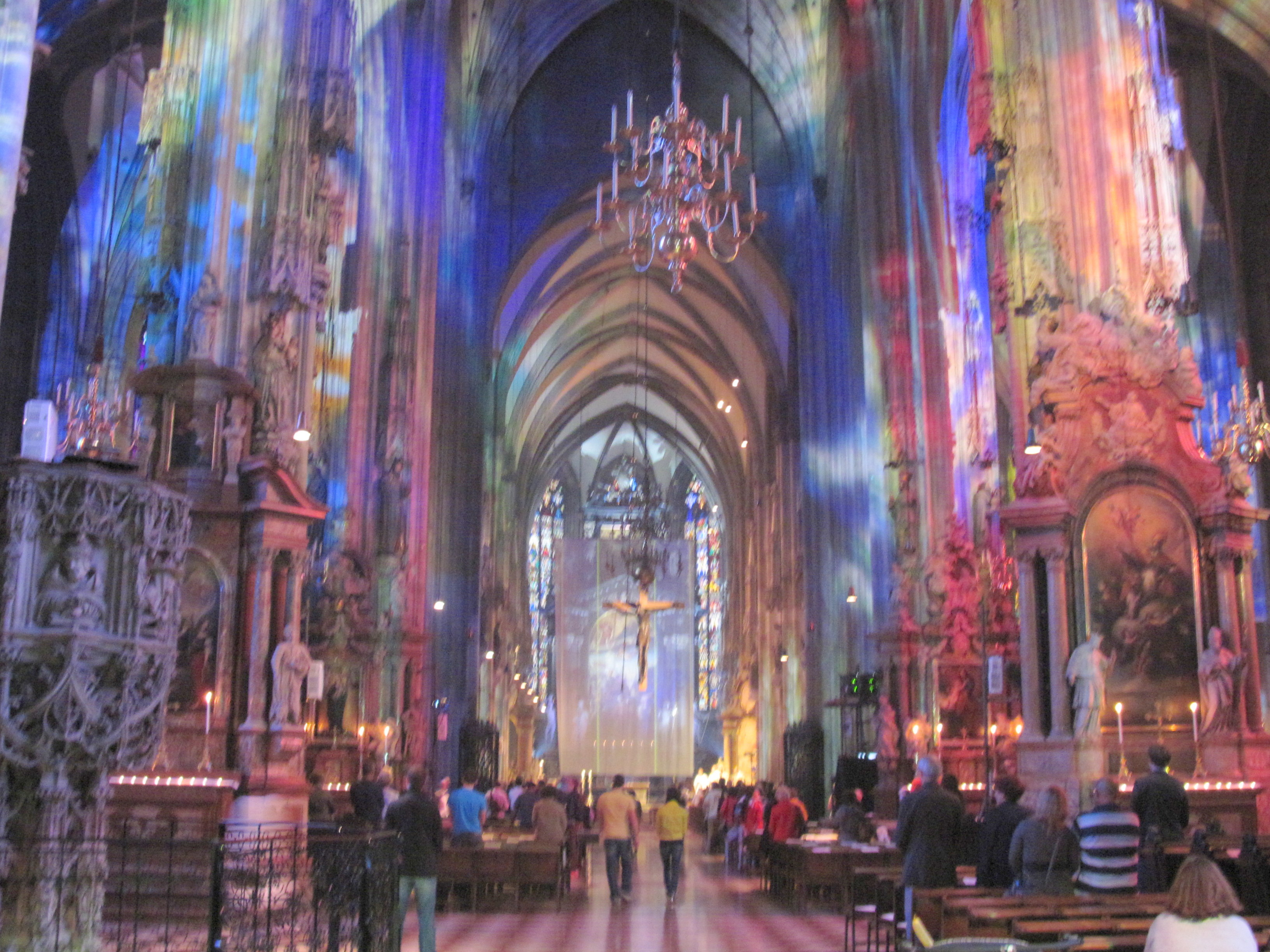
Интерьер собора св. Стефана

В течение трёх веков церковь св. Стефана оставалась не более чем приходским храмом. Маркграфы Австрии пытались учредить в Вене епископскую кафедру, а епископы Пассау, тогдашние духовные владыки Австрии, этому сопротивлялись. Венская епархия была учреждена только в 1469 году, под давлением императора Фридриха III. Так церковь св. Стефана стала кафедральным собором. Вскоре после этих событий, в 1476—1487 годах, скульптор и композитор Вильгельм Роллингер установил внутри собора уникальные резные хоры, а в 1513 году в соборе был установлен орган.
XVI—XVII века, наполненные религиозными и австро-турецкими войнами, мало изменили собор. В эту эпоху в Австрии установилась идеология Pietas Austriaca, католическая по духу и барочная по форме, и интерьеры собора также были переработаны в стиле барокко. Реконструкция началась в 1647 году — с нового, барочного, алтаря работы Йоганна Якоба и Тобиаса Пока (1647). В 1693 и 1697 годах были написаны два образа Девы Марии, в 1700 году установлены два боковых алтаря. Наконец, через 40 лет после изгнания турок из-под Вены, в 1722 году, статус собора и епархии был повышен — до архиепископского.

### Пожар 1945 года и восстановление
Собор не пострадал при бомбардировках Второй мировой войны и выдержал первые дни Венской наступательной операции советских войск, начавшейся 2 апреля 1945 года. При отступлении из Вены комендант города генерал Зепп Дитрих приказал немецкой артиллерии уничтожить центр Вены, но приказ не был выполнен. 11 апреля 1945 года местные мародёры подожгли разграбленные лавки; на следующий день пожар перекинулся на собор. Кровля рухнула от огня; крупнейший колокол «Пуммерин» сорвался и обрушился внутрь Северной башни, в результате чего разбился; интерьеры (включая роллингеровские хоры XV века) были почти полностью уничтожены, сгорел большой романтический орган фирмы «Walcker». Кафедры и ценнейшие реликвии сохранились, так как были защищены кирпичными саркофагами.
Собор был восстановлен трудом добровольцев — к 19 декабря 1948 года была восстановлена кровля над главным нефом, 23 апреля 1952 года (689-летие собора) возобновились службы. Послевоенное восстановление завершилось только в 1960 году.

### Современность
В 1980-е годы был начат второй этап полномасштабной реставрации, продолжающийся по сей день. Основная проблема собора св. Стефана — поверхностные разрушения известняковых стен и статуй. Реставраторы вынуждены заменять отдельные камни и статуи, пользуясь как средневековыми инструментами, так и управляемыми компьютерами камнерезными станками-копирами.
В 2017 году в соборе прошла межконфессиональная поминальная служба, приуроченная ко Всемирному дню борьбы со СПИДом, во время которой был исполнен Реквием Вольфганга Амадея Моцарта. В мероприятии участвовал Томас Нойвирт, известный под сценическим именем Кончита Вурст. В начале декабря 2018 года в соборе состоялся концерт рок-музыки, проведение которого благословил архиепископ Венский и примас Католической Церкви Австрии кардинал Кристоф Шёнборн. Это событие, прошедшее также в рамках Всемирного дня борьбы со СПИДом, вызывало крайне неоднозначную оценку со стороны верующих католиков.
В январе 2020 года на стене собора над сувенирной лавкой были обнаружены фрески начала XVI века. Как считают эксперты, судя по качеству линий, прориси для фигур святых Екатерины и Маргариты выполнены рукой Альбрехта Дюрера, видимо, в 1510-е годы.

## Архитектура

### Размеры
- Высота южной башни — 136,44 м
- Высота северной башни — 68,3 м

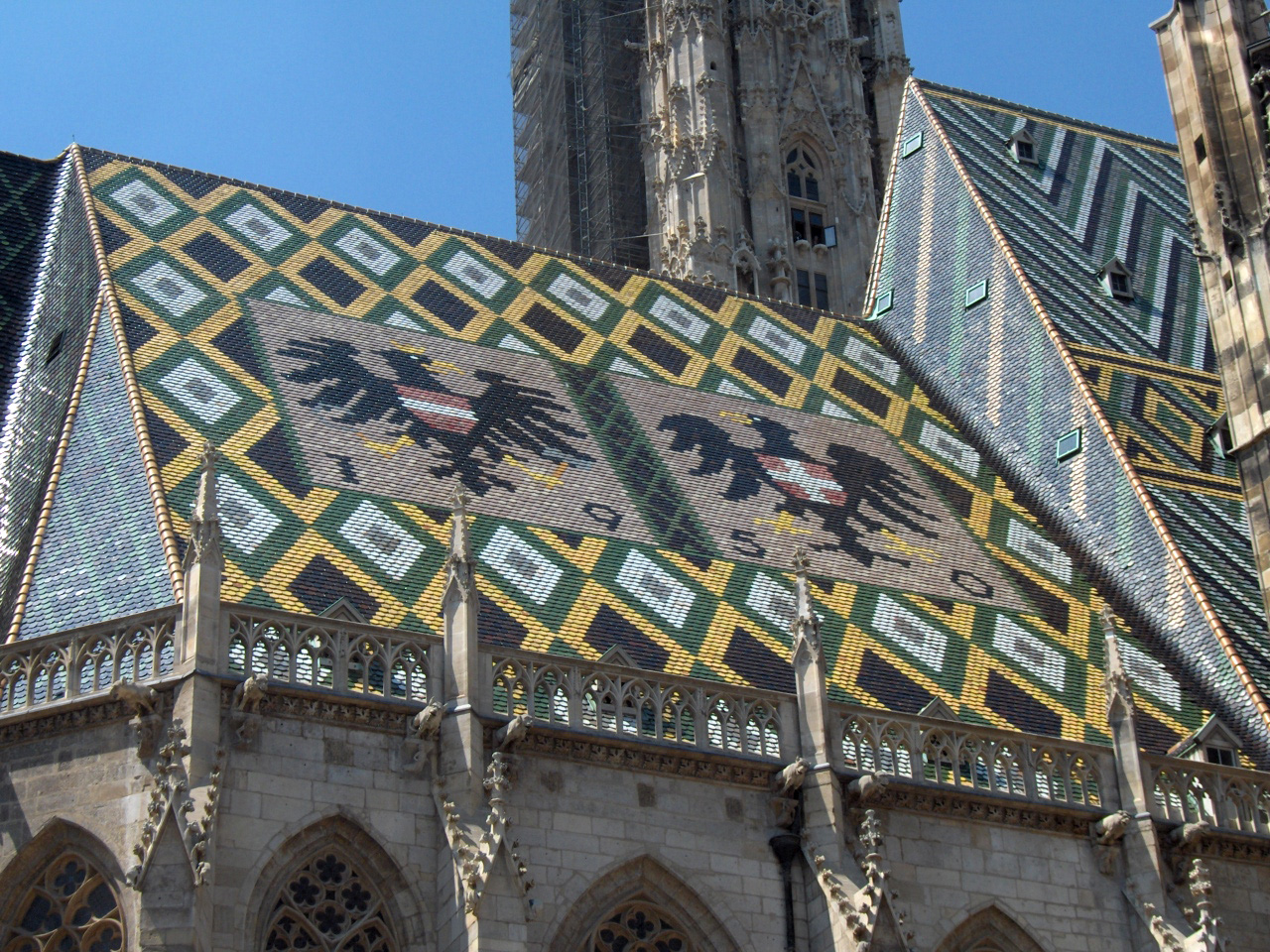
Гербы на крыше

- Высота конька крыши над центральным нефом — 60 м
- Длина и ширина собора на уровне земли- 198,2×62 м

Во времена Габсбургов, ни одна церковь Австро-Венгрии не могла быть выше южной башни собора св. Стефана.

### Кровля
Длина кровли главного нефа — 110 м, а высота, от водосточного жёлоба до конька крыши — 37,85 м, при этом наклон кровли местами достигает 80° к горизонтали. При таких углах наклона дождевая вода способна эффективно промывать черепичную кровлю, а редкий снег, не задерживаясь, падает вниз.
Несущий каркас кровли был первоначально выполнен из дерева (свыше 2000 м³), а после пожара 1945 года — из стали (около 600 тн). Покрытие кровли состоит из 230 000 цветных черепиц. Ими выложены изображения национального герба и герба города Вены.

### Украшения

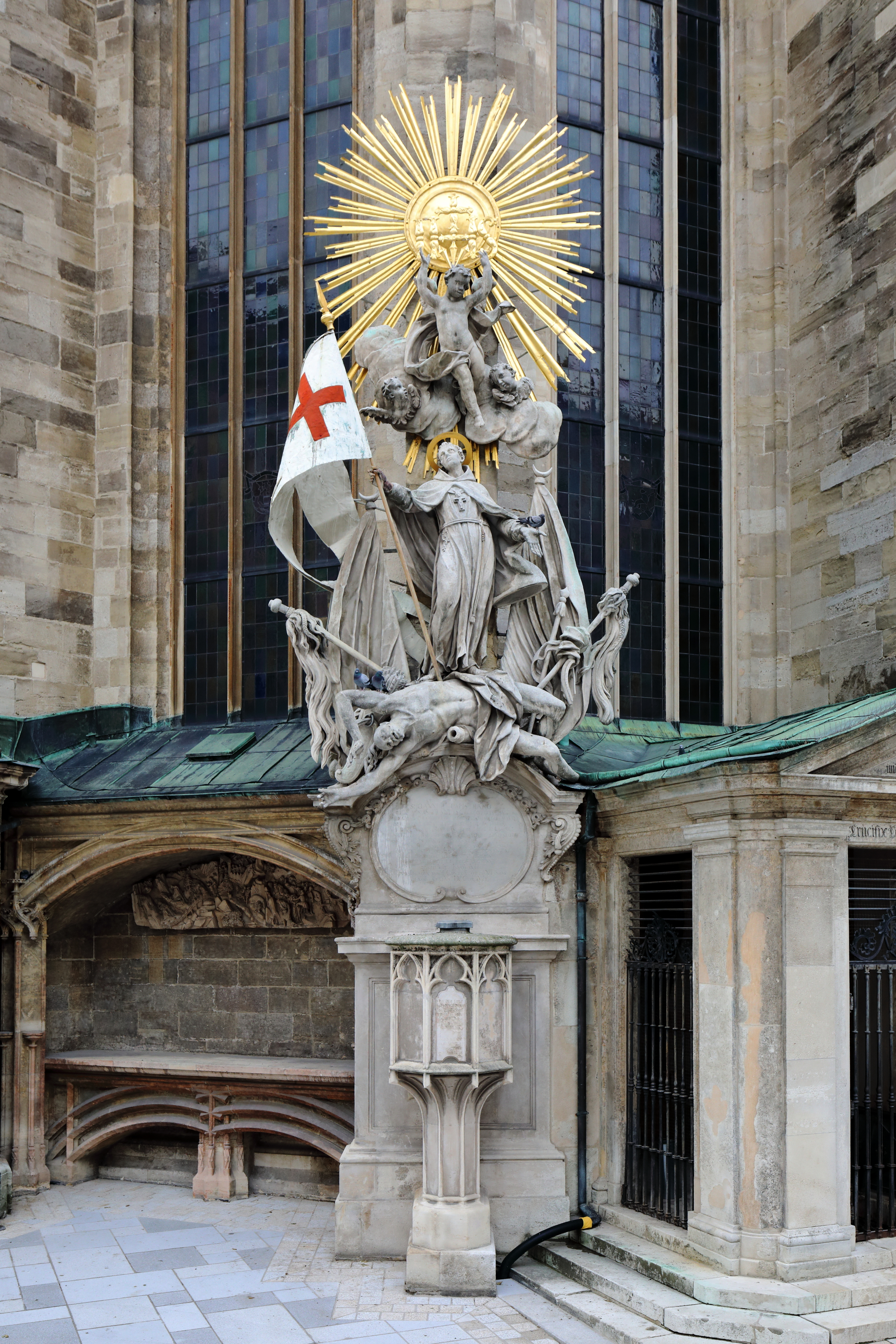
Кафедра св. Иоанна Капистранского

Возле главного портала в «романской стене» (сам портал — традиционный готический) и по периметру стен расположены:
- Кафедра св. Иоанна Капистранского, с которой он в 1454 году призывал к крестовому походу на турок
- Распятие «с зубной болью», называемое так из-за выражения на лике Спасителя
- Две железные меры — средневековые венские эталоны
- Солнечные часы на аркбутане

### Органы
Новый большой орган, установленный в 1960 году, взамен уничтоженного огнём в апреле 1945 года, с четырьмя рядами клавиатур и педалью, имеет 125 регистров и 10 тысяч органных труб. Этот «орган-великан» — крупнейший в Австрии. Всего в соборе три духовых органа, все они изготовлены австрийской органостроительной фирмой «Rieger». На мессах используется «средний орган», находящейся у южной стены, близ алтаря. Инструмент изготовлен в 1991 году и имеет 55 регистров, распределённых между четырьмя клавиатурами и педалью. Пустующие в настоящее время у северной стены резные каменные хоры первого большого органа (1513) — шедевр поздней готики, созданы последним строителем собора, архитектором и скульптором Антоном Пильграмом, который увековечил себя, поместив свой портрет с угольником и циркулем у основания (пяты) консоли органа.

## Реликвии и достопримечательности

### Почская икона

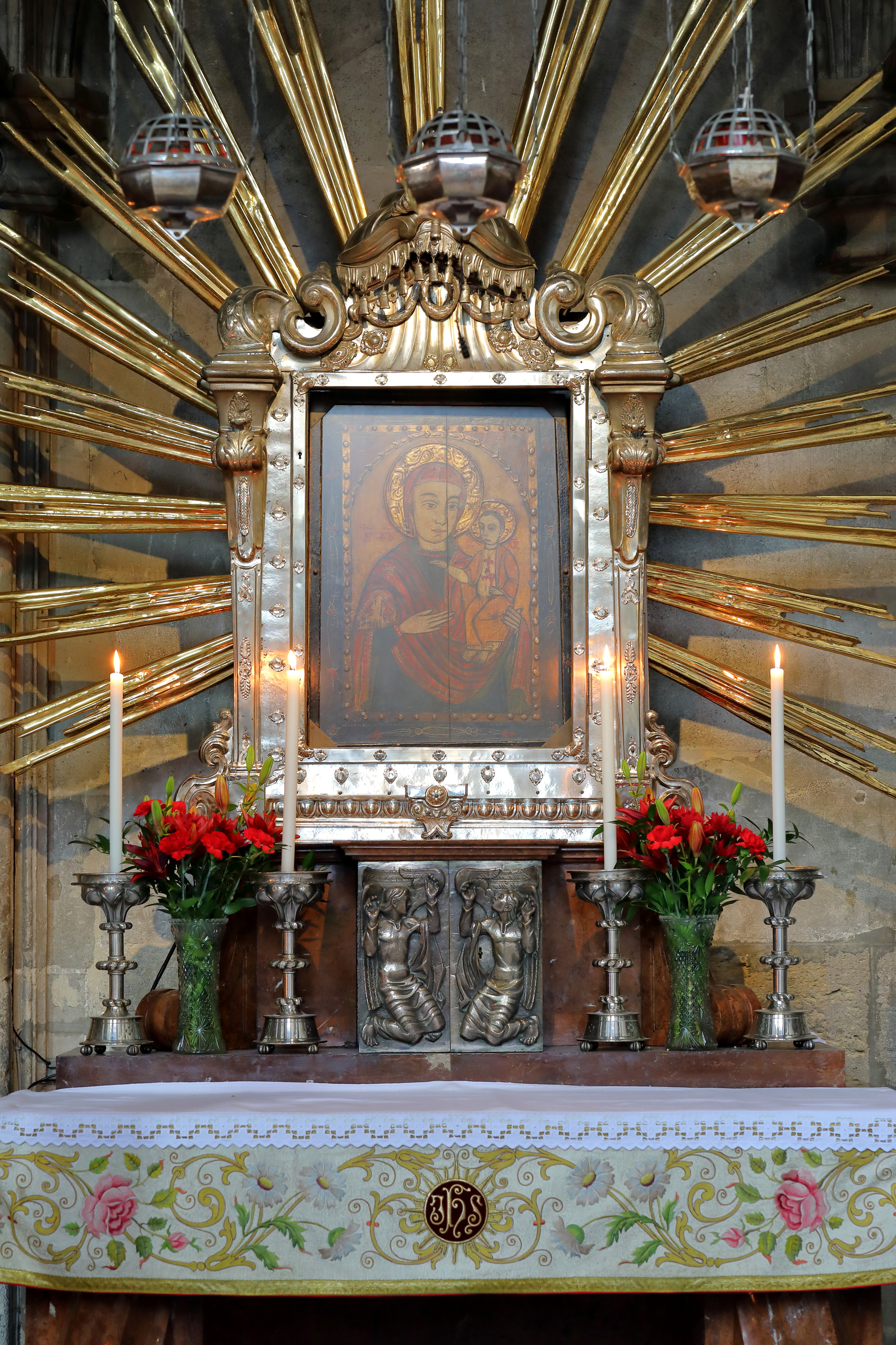
Пёчская икона девы Марии

В 1676 венгр Ласло Шигри заказал в селенье Поч икону Богоматери в память об освобождении из турецкого плена. Икона оказалась в почской церкви и в 1696 прославилась чудесами; император Леопольд I вывез её в Вену, оставив селянам копию. Копия также считалась чудотворной, поэтому Поч стал местом паломничества и был переименован в Мариапоч. До 1945 икона висела при главном алтаре, сейчас — в юго-западном углу, рядом с главным порталом.

### Колокола
Всего в звоннице 23 колокола, 20 из них используются, и у каждого — своя роль. Большой колокол северной башни, Новый Пуммерин, массой в 21 383 кг был отлит в 1951 в Санкт-Флориане и установлен в 1957 взамен одноимённого колокола, отлитого в 1711 и погибшего в 1945 году. Пуммерин звонит одиннадцать раз в год — по великим праздникам, в день освящения собора (23 апреля) и в новогоднюю ночь; самый продолжительный, десятиминутный, звон, отмечает смерть и интронизацию папы и венского архиепископа.
 Это второй по величине колокол Европы (после Кёльнского собора).
Для ежедневного колокольного звона используются 11 колоколов южной башни с электрическим приводом, установленные в 1960, массой от 35 до 5 700 кг. Из них четыре используются перед началом обычной мессы, число увеличивается до десяти по праздничными дням и до одиннадцати — если служит сам архиепископ. Есть особый колокол для заупокойной службы, и особый «пивной колокол», отмечающий закрытие пивных. Часы отбивают два исторических колокола (отливки 1449 и 1772 года), пережившие пожар в южной башне.

### Кафедра

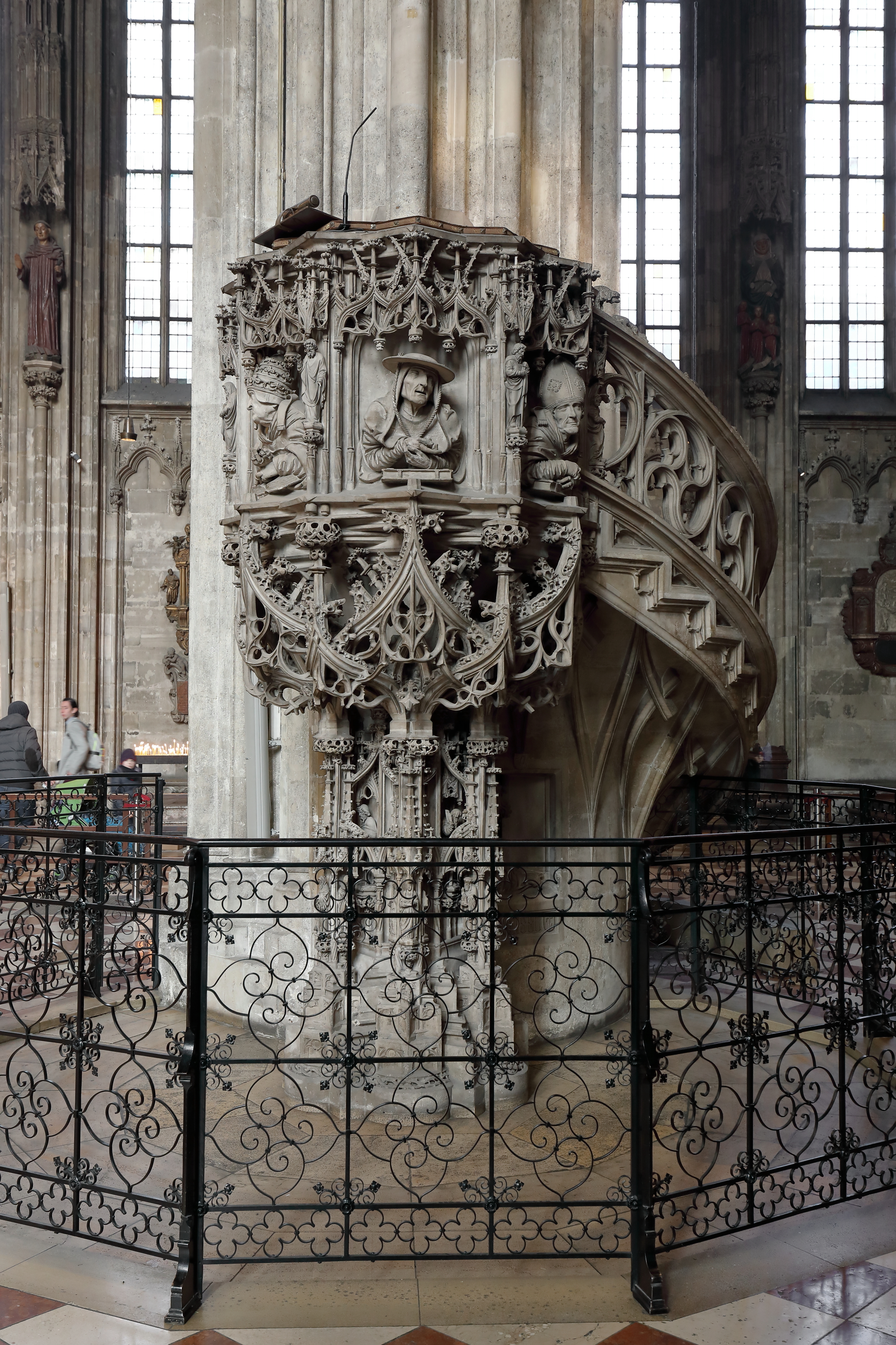
Кафедра

Резная каменная кафедра создана в 1515 году выдающимся мастером сербско-моравской школы, архитектором и скульптором Антоном Пильграмом, заканчивавшим строительство храма (ранее Пильграма отождествляли с другим скульптором Николаусом Герхардтом). Кафедру, или пульпит, со спиральной лестницей украшают выразительные портреты Учителей, или Отцов, Церкви. Горельефные бюсты носят психологический характер, но это не портреты в современном смысле слова (в точности неизвестно, как выглядели эти люди), а изображения четырёх темпераментов (популярная тема средневекового и ренессансного искусства): Августин Блаженный (меланхолик), Амвросий Медиоланский (сангвиник), Иероним Стридонский (холерик), Григорий Великий (флегматик). Под лестницей Пильграм изобразил самого себя с циркулем (атрибут средневекового строителя), как бы выглядывающим из полуоткрытого окна. Перила лестницы, ведущей на кафедру, имеют изображения ползущих жаб и ящериц — аллегория борьбы добра и зла. Изображения Учителей Церкви, автопортрет скульптора, как и кафедра в целом, являются шедеврами искусства поздней, «пламенеющей готики».

### Капелла святого Валентина
Внутри собора устроено шесть обособленных капелл. В реликварии св. Валентина, датированном 1440 годом и расположенном в верхнем ярусе «романской» башни справа от портала, до 1933 года хранились главные реликвии храма. В 1933 часть из них была перемещена в музей при соборе. Сейчас в капелле хранятся мощи святого Валентина, черепа святых Космы и Дамиана, и лоскут скатерти Тайной Вечери.

### Усыпальницы
В самом соборе похоронены:
- Рудольф IV (князь — строитель собора, умер в 1365). Надгробие в главном зале — символическое; тело захоронено в подземном «герцогском склепе», заложенном самим Рудольфом.
- Фридрих III (умер в 1493), надгробие работы Николауса Герхардта
- Евгений Савойский (умер в 1736)
- 72 члена династии Габсбургов («герцогский склеп»). Большинство этих «могил» — символические: начиная с 1633 года, в соборе хоронили внутренние органы монархов, сами тела — в Капуцинской церкви, a сердца в церкви св. Августина.
- настоятели собора

### Катакомбы
Под восточной половиной собора и под прилегающими с востока домами расположены катакомбы — подземное кладбище. В 1732 император Карл VI запретил похороны на старых кладбищах внутри городских стен, поэтому в XVIII веке умерших хоронили под землёй. До полного запрета на подземные могилы, изданного Иосифом II в 1783, под собором св. Стефана было похоронено до 11 тысяч тел. «Катакомбами», на греческий манер, эти подземелья стали называть только в XIX веке. В подземном епископском склепе до сих пор хоронят высших иерархов австрийской церкви (последнее захоронение в 2004).